# 韦伊内·胡赫塔拉
韦伊内·胡赫塔拉（芬蘭語：Väinö Huhtala，1935年12月24日—2016年6月18日），芬兰男子越野滑雪运动员。他曾代表芬兰参加1960年和1964年冬季奥林匹克运动会越野滑雪比赛，共获得一枚金牌和一枚银牌。